# Prunn (Eichendorf)
Prunn ist ein Gemeindeteil des Marktes Eichendorf im niederbayerischen Landkreis Dingolfing-Landau.

## Lage
Das Kirchdorf Prunn liegt im Vilstal etwa drei Kilometer westlich von Eichendorf und rund 23 Kilometer östlich der Kreisstadt Dingolfing an der Staatsstraße 2083 auf 375 m ü. NHN.

## Geschichte
Prunn ist wie andere Gegenden im Vilstal altes Siedlungsgebiet. Im Jahre 1987 wurden in der Nähe von Prunn bei einer Notgrabung Siedlungsspuren der Glockenbecherkultur entdeckt. 1145 taucht ein Adalbertus de prunnen in den Traditionen von Kloster St. Nikola auf. Ob es sich dabei um dieses Prunn handelt oder um Burg Prunn, ist ungeklärt. Im 13. Jahrhundert finden sich mehrere eindeutige Belege. So vermacht 1290 Otto von Scheerding dem Kloster Fürstenzell seinen Hof zu „Prunne bey der Vils“.
Im 15. Jahrhundert waren die Fraunberger in Prunn begütert, die sich im 16. Jahrhundert mit den Leiblfingern als Besitzer von Prunn abwechselten. 1643 erwarb Johann Adolph von Tattenbach die Hofmarken Prunn und Zeholfing um 30.000 Gulden und 400 Reichstaler. Fortan blieb Prunn im Besitz der Grafen von Tattenbach zu Adldorf. Bei der Gemeindebildung wurde Prunn ein Teil der Gemeinde Adldorf. 1863 hatte Prunn 161 Einwohner. An der 1915 eröffneten Bahnstrecke Aufhausen–Kröhstorf erhielt Prunn eine Haltestelle. Mit der Gemeinde Adldorf wurde Prunn am 1. Juli 1972 im Rahmen der Gebietsreform in Bayern in den Markt Eichendorf eingegliedert. Kirchlich gehört Prunn zur Pfarrei Aufhausen. In Prunn sind derzeit (Stand 2016) 183 Einwohner gemeldet, davon 178 mit Hauptwohnsitz. Der Ort verfügt über 70 Wohnhäuser.

## Bürgerschaftliches Engagement
Im Jahr 2017 wurde der Ort im Rahmen des Wettbewerbes „Unser Dorf hat Zukunft“  mit einer Silbermedaille auf Bezirksebene ausgezeichnet. Im Jahr 1968 war man im gleichen Wettbewerb bereits einmal Bezirkssieger geworden.

## Wirtschaft
Mittelpunkte der Industrie bilden das Kies-, Beton und Asphaltwerk, ein Bauunternehmen und ein Säge- und Wasserkraftwerk. Vier Vollerwerbslandwirte betreiben konventionelle Landwirtschaft, ein Nebenerwerbslandwirt führt einen Biobetrieb mit Mutterkuhhaltung.
Prunn mit seinem Wasserkraftwerk an der Vils und 29 PV-Anlagen produziert ca. fünfmal so viel Strom wie es selber verbraucht.

## Sehenswürdigkeiten
- Filialkirche St. Martin: Das spätromanische Bauwerk stammt aus dem 13. Jahrhundert, der Turm ist spätgotisch, die Ausstattung rokoko.
- Loibl-Kapelle: Zwischen Adldorf und Prunn an der Staatsstraße eingerahmt von zwei stattlichen Eschen, die unter Naturschutz stehen.
- Denkmalgeschütztes Bauernhaus aus dem 18. Jahrhundert in der Ortsmitte

## Vereine
- Freiwillige Feuerwehr Prunn
- Schützengesellschaft Wildschütz Prunn e. V.
- Dynamo Prunn
- Interessensgemeinschaft für ein lebenswertes Prunn e. V.
- Arbeitskreis Dorferneuerung